# Neoseiulus multiporus
Neoseiulus multiporus är en spindeldjursart som först beskrevs av Wu och Li 1987.  Neoseiulus multiporus ingår i släktet Neoseiulus och familjen Phytoseiidae. Inga underarter finns listade i Catalogue of Life.